# Inga semialata
Inga semialata là một loài thực vật có hoa trong họ Đậu. Loài này được (Vell.) C.Mart. miêu tả khoa học đầu tiên.